# Spoorlijn Givet - Givet grens
De spoorlijn Givet - Givet grens was een spoorlijn gelegen in het Franse Ardennes en had als lijnnummer 209 000. Het begin van de lijn lag in Givet en deze liep richting de Belgische grens bij Doische waar deze aansloot op de Belgische spoorlijn 138A.

## Geschiedenis
De lijn werd geopend op 23 juni 1862. Tot 1944 heeft er grensoverschrijdend reizigersverkeer plaatsgevonden waarna in 1948 de sporen werden opgebroken. De lijn was enkelsporig uitgevoerd en is nooit geëlektrificeerd.

## Aansluitingen
In de volgende plaatsen was er een aansluiting op de volgende spoorlijnen:
Givet
RFN 205 000, spoorlijn tussen Soissons en Givet
Givet grens
Spoorlijn 138A tussen Florennes-Centraal en Doische